# Césare Sighinolfi
Césare Sighinolfi (Módena, 1833-Suesca, 19 de enero de 1903) fue un escultor y artista italiano que trabajó en Europa y posteriormente llegó a Colombia para realizar obras de arte en monumentos públicos y enseñar escultura en la Escuela de Bellas Artes, de la cual fue rector.

## Biografía
Fue hijo de Hermenegildo Sighinolfi, un fabricante de órganos y de Teresa Mancini. Inició su formación artística en la Academia de Bellas Artes de Módena y obtuvo una beca para estudiar en la Academia de Florencia, en donde instaló su estudio. Contrajo matrimonio con Octavia Carocci, con quien tuvo 5 hijos. Ganó un concurso para elaborar dos estatuas ecuestres de Napoleón III y de Vittorio Emmanuele II. En 1863 elaboró una estatua del Cardenal Forteguerri en la plaza de la Catedral de Pistoia. Es invitado a trabajar en Portugal en 1867, en donde elabora una estatua del Rey de Portugal y algunas esculturas para el Palacio de Ajuda y posteriormente en España, donde elabora un busto del Mariscal Prim. 
El 16 de diciembre de 1883 firma un contrato con Ricardo Roldán, cónsul de Colombia en Roma por recomendación de Pietro Cantini y llega a Bogotá para realizar obras públicas y enseñar escultura en la Escuela de Bellas Artes, de la cual fue rector durante más de 10 años después de Mariano Santamaría. Fue jurado de la primera exposición de Bellas Artes en 1887. Dentro de sus obras más destacadas se encuentra el Monumento a Isabel la Católica y Cristóbal Colón que actualmente se encuentra en la Avenida El Dorado terminado en 1897, un proyecto de escultura de Antonio Nariño diseñado en 1884 que finalmente se realizó para conmemorar el centenario de la Independencia de Colombia en 1910 y la decoración del Capitolio Nacional de Colombia y el Teatro Colón, entre otros. Falleció en Suesca, al nororiente de Bogotá, el 19 de enero de 1903.